# Сімон Вестдейк
Сімон Вестдейк (нід. Simon Vestdijk, МФА: [ˈsimɔn ˈvɛs̬dɛi̯k]; *17 жовтня 1898, Гарлінген, Нідерланди — 23 березня 1971, Утрехт, Нідерланди) — нідерландський прозаїк і літературний критик, поет; лауреат Нідерландської літературної премії (1971).

## З життя і творчості
Сімон Вестдейк народився 17 жовтня 1898 року в містечку Гарлінгені (Фрисландія) і згодом зображував його у своїх творах.
Вивчав медицину, психологію в Амстердамському університеті. Після навчання й кількох років лікарської практики повністю заходився коло літератури.
У 1971 році письменникові присуджено Нідерландську літературну премію.
Творчість Вестдейка має виражений гуманістичний характер.
Він — автор поетичних збірок «Вірші» (1932), «Римована палітра» (1933), «Служіння жінці» (1934), «Дитина міста і села» (1936), «Рембрандт і ангели» (1956), романів: історичних — «П'ята печать» (1937), «Останні роки Пілатового життя» (1938), «Отрів рому» (1940), психологічно-побутових і соціальних — «Знову до Іни Даманн» (1934), містико-фантастичних «Пан Віссер спускається до пекла» (1936), циклу автобіографічних романів «Антон Вахтер» (1939—48) та ін. Деякі романи Вестдейка спрямовані проти нацизму — «Ельза Белер, німецька служниця» (1936), «Вогнепоклонники» (1947), «Спотворений Аполлон» (1952).
Під час німецької окупації був ув'язнений, події цього часу відображено в романі «Пастораль 1943 року» (1945).
Інші романи — «Філософ і убивця» (1961), «Процес майстра Екгарта» (1970) тощо.
Писав критичні праці («Проблема вини в Достоєвського», 1945), статті (зб. «Мистецтво і сон», 1957).
Вірш Сімона Вестдейка «Сліпі» в перекладі українською В. Осадчого увійшов до збірки «Поклик» (К., 1984). Російською вийшов том вибраних творів письменника («Пастораль 1943 року» та оповідання) в серії «Мастера современной прозы» (М.: «Прогресс», 1973).

## Вибрана бібліографія
- Kind tussen vier vrouwen (1933, уперше опубл. 1972);
- Terug tot Ina Damman (1934);
- Else Böhler (1935);
- Meneer Visser's hellevaart (1936);
- De nadagen van Pilatus (1938);
- Aktaion onder de sterren (1941);
- Ierse nachten (1946);
- De Toekomst der Religie (1947);
- Pastorale 1943 (1948);
- De redding van Fré Bolderhey (1948);
- De kellner en de levenden (1949);
- De koperen tuin (1950);
- Ivoren wachters (1951);
- Het glinsterend pantser (1956);
- De ziener (1959);
- Een moderne Antonius (1960);
- Het wezen van de angst (1968).